# Scott Redding
Scott Redding (* 4. Januar 1993 in Quedgeley, England) ist ein britischer Motorradrennfahrer.

## Karriere

### Motorrad-Weltmeisterschaft

#### 125-cm³-Klasse
Nach Erfolgen in der spanischen Meisterschaft startete Redding 2008 mit Blusens Aprilia erstmals in der Motorrad-Weltmeisterschaft in der 125-cm³-Klasse. Seinen ersten Grand-Prix-Sieg holte er beim Großen Preis von Großbritannien aus der vierten Startposition. Mit fünfzehn Jahren und 170 Tagen war er der bis dato jüngste GP-Sieger. Er schloss die Saison auf dem elften Gesamtrang ab und wurde zum Rookie of the Year gekürt. 2009 war ein dritter Platz in Donington sein bestes Ergebnis.

#### Moto2-Klasse

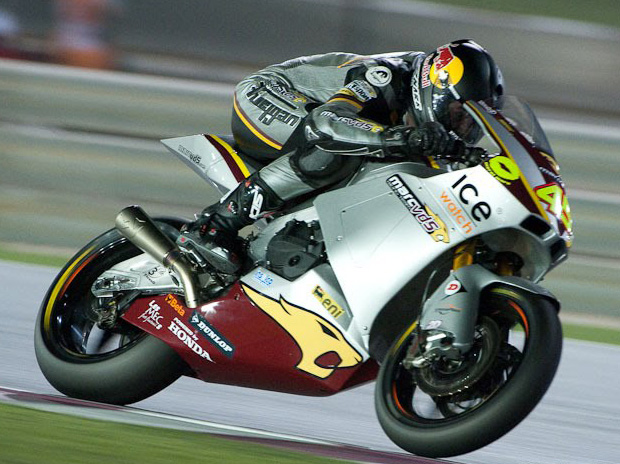
Redding, Katar 2010

Für die Saison 2010 wechselte Redding ins Marc VDS Racing Team in die Moto2-Klasse. In Indianapolis konnte er den dritten Platz herausfahren. Beim Großen Preis von San Marino war er einer der beiden Fahrer, die nach einem Sturz Shōya Tomizawas nicht mehr ausweichen konnten und ihn überrollten, worauf Tomizawa verstarb. Redding erlitt dabei keine schweren Verletzungen. Bis 2011 fuhr Redding auf Suter. Ab 2012 wechselte sein Team auf Kalex. In der 2013 kämpfte er mit dem Spanier Pol Espargaró um den Weltmeistertitel. Bis drei Rennen vor Schluss hatte Redding 9 Punkte Vorsprung in der Gesamtwertung. Doch im Qualifying zum Großen Preis von Australien stürzte er und zog sich Verletzungen an seinem Handgelenk zu. Das Rennen am nächsten Tag konnte er nicht bestreiten, und Espargaró gewann das Rennen. Beim vorletzten Rennen in Japan kollidierte er mit dem Motorrad des vor ihm gestürzten Esteve Rabat. Das Rennen wurde, nach einem Abbruch, ohne den verletzten Redding neu gestartet. Pol Espargaró gewann erneut und wurde Weltmeister. Scott Redding wurde mit 40 Punkten Rückstand Vizeweltmeister.

#### MotoGP-Klasse
Zur Saison 2014 stieg Scott Redding in die MotoGP-Klasse auf. Er fuhr im Team GO&FUN Honda Gresini auf einer Honda RCV1000R in der Open-Kategorie. Sein Teamkollege war der Spanier Álvaro Bautista. Am Ende der Saison belegte er mit 81 Punkten den 12. Gesamtrang. 2015 wechselte er zurück ins Marc VDS Racing Team. Dort fuhr er eine Honda RC213V in der Factory-Kategorie. Ihm gelang beim Großen Preis von San Marino ein dritter Platz. Die Saison beendete er mit 84 Punkten auf dem 13. Gesamtrang. Seit 2016 fährt Scott Redding für Pramac Racing eine Ducati Desmosedici. Sein Teamkollege ist der Italiener Danilo Petrucci. Beim Großen Preis von Österreich 2017 wurde bekannt, dass Redding ab 2018 ins Aprilia Racing Team Gresini wechseln wird. Er ersetzt dort seinen Landsmann Sam Lowes.

### Britische Superbike-Meisterschaft
2019 wechselte Redding in die British Superbike Championship, wo er im Be Wiser Ducati Racing Team eine Ducati pilotierte. In dieser seriennahen Klasse sicherte er sich auf Anhieb den Titel. Am Saisonende hatte Redding 697 Zähler auf seinem Konto und damit ganze fünf Punkte mehr als sein Teamkollege Joshua Brookes.

### Superbike-Weltmeisterschaft
2020 wechselte der Brite schließlich in die Weltmeisterschaft der Superbike-Serie und fuhr weiterhin eine Ducati. Er wechselte gleich ins Werksteam und ersetzte den letztjährigen Vizeweltmeister Álvaro Bautista, der zu Honda gewechselt war. Sein Teamkollege ist der Waliser Chaz Davies. Gleich beim ersten Rennen kämpfte Redding um den Sieg und wurde schlussendlich Dritter hinter Toprak Razgatlıoğlu und Alex Lowes. Dieses Ergebnis wiederholte er im Sprintrennen, dieses Mal hinter dem amtierenden Weltmeister Jonathan Rea und Razgatlıoğlu. Auch im zweiten Hauptrennen wurde Redding dritter, dieses Mal hinter Lowes und Rea. Nach dem ersten Rennwochenende ist Redding WM-Zweiter hinter Lowes.

## Statistik

### Erfolge
- 2019 – Britischer Superbike-Meister auf Ducati

### In der Motorrad-Weltmeisterschaft
| Saison | Klasse  | Team                        | Motorrad | Rennen | Siege | Podien | Poles | Punkte | Ergebnis |
| ------ | ------- | --------------------------- | -------- | ------ | ----- | ------ | ----- | ------ | -------- |
| 2008   | 125 cm³ | Blusens Aprilia Junior      | Aprilia  | 17     | 1     | 1      | –     | 105    | 11.      |
| 2009   | 125 cm³ | Blusens Aprilia Junior      | Aprilia  | 16     | –     | 1      | –     | 50,5   | 15.      |
| 2010   | Moto2   | Marc VDS Racing Team        | Suter    | 17     | –     | 2      | –     | 102    | 8.       |
| 2011   | Moto2   | Marc VDS Racing Team        | Suter    | 17     | –     | –      | –     | 63     | 15.      |
| 2012   | Moto2   | Marc VDS Racing Team        | Kalex    | 17     | –     | 5      | –     | 165    | 5.       |
| 2013   | Moto2   | Marc VDS Racing Team        | Kalex    | 15     | 3     | 7      | 3     | 225    | 2.       |
| 2014   | MotoGP  | GO&FUN Gresini Honda        | Honda    | 18     | –     | –      | –     | 81     | 12.      |
| 2015   | MotoGP  | EG 0,0 Marc VDS             | Honda    | 18     | –     | 1      | –     | 84     | 13.      |
| 2016   | MotoGP  | Octo Pramac Yakhnich        | Ducati   | 18     | –     | 1      | –     | 74     | 15.      |
| 2017   | MotoGP  | Octo Pramac Racing          | Ducati   | 18     | –     | –      | –     | 64     | 14.      |
| 2018   | MotoGP  | Aprilia Racing Team Gresini | Aprilia  | 18     | –     | –      | –     | 20     | 21.      |
| Gesamt | Gesamt  | Gesamt                      | Gesamt   | 189    | 4     | 18     | 3     | 1033,5 |          |

### In der Superbike-Weltmeisterschaft
(Stand: 16. Juni 2024)
| Saison | Team                       | Motorrad             | Rennen | Siege | Zweiter | Dritter | Poles | Schn. Rennrunden | Punkte | Ergebnis |
| ------ | -------------------------- | -------------------- | ------ | ----- | ------- | ------- | ----- | ---------------- | ------ | -------- |
| 2020   | Aruba.it Racing – Ducati   | Ducati Panigale V4 R | 24     | 5     | 5       | 4       | 1     | 3                | 305    | 2.       |
| 2021   | Aruba.it Racing – Ducati   | Ducati Panigale V4 R | 37     | 7     | 11      | 5       | 1     | 9                | 501    | 3.       |
| 2022   | BMW Motorrad WorldSBK Team | BMW M 1000 RR        | 36     | –     | 1       | 2       | –     | –                | 204    | 8.       |
| 2023   | BMW Motorrad WorldSBK Team | BMW M 1000 RR        | 36     | –     | –       | –       | –     | –                | 126    | 14.      |
| 2024   | Bonovo Action BMW          | BMW M 1000 RR        | 36     | –     | –       | –       | –     | –                | 126    | 14.      |
| Gesamt | Gesamt                     | Gesamt               | 169    | 12    | 17      | 11      | 2     | 12               | 1262   |          |